# Amtmannshof (Kirchhausen)

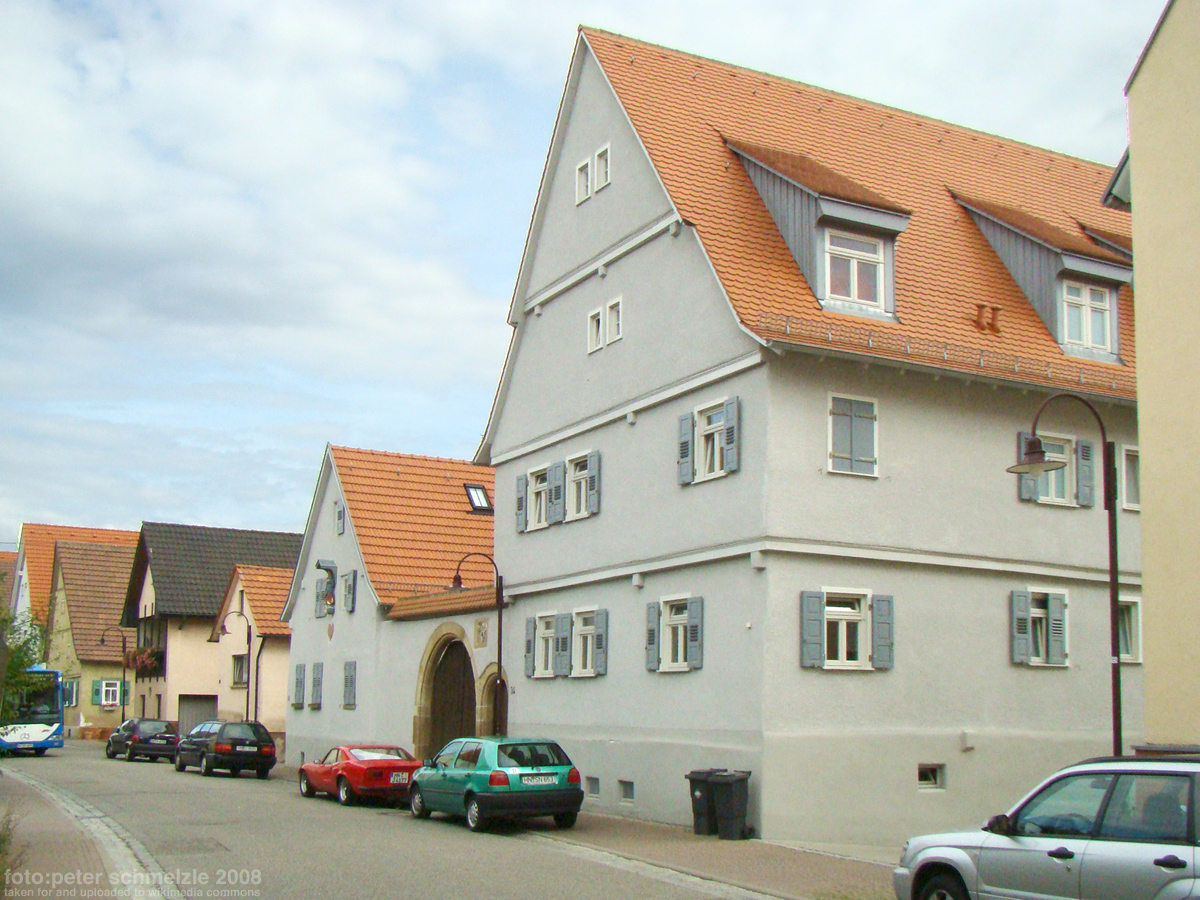
Amtmannshof

Der Amtmannshof in der Deutschritterstraße 34 im Heilbronner Stadtteil Kirchhausen ist ein denkmalgeschütztes Gebäude und gilt als Kulturdenkmal.

## Geschichte

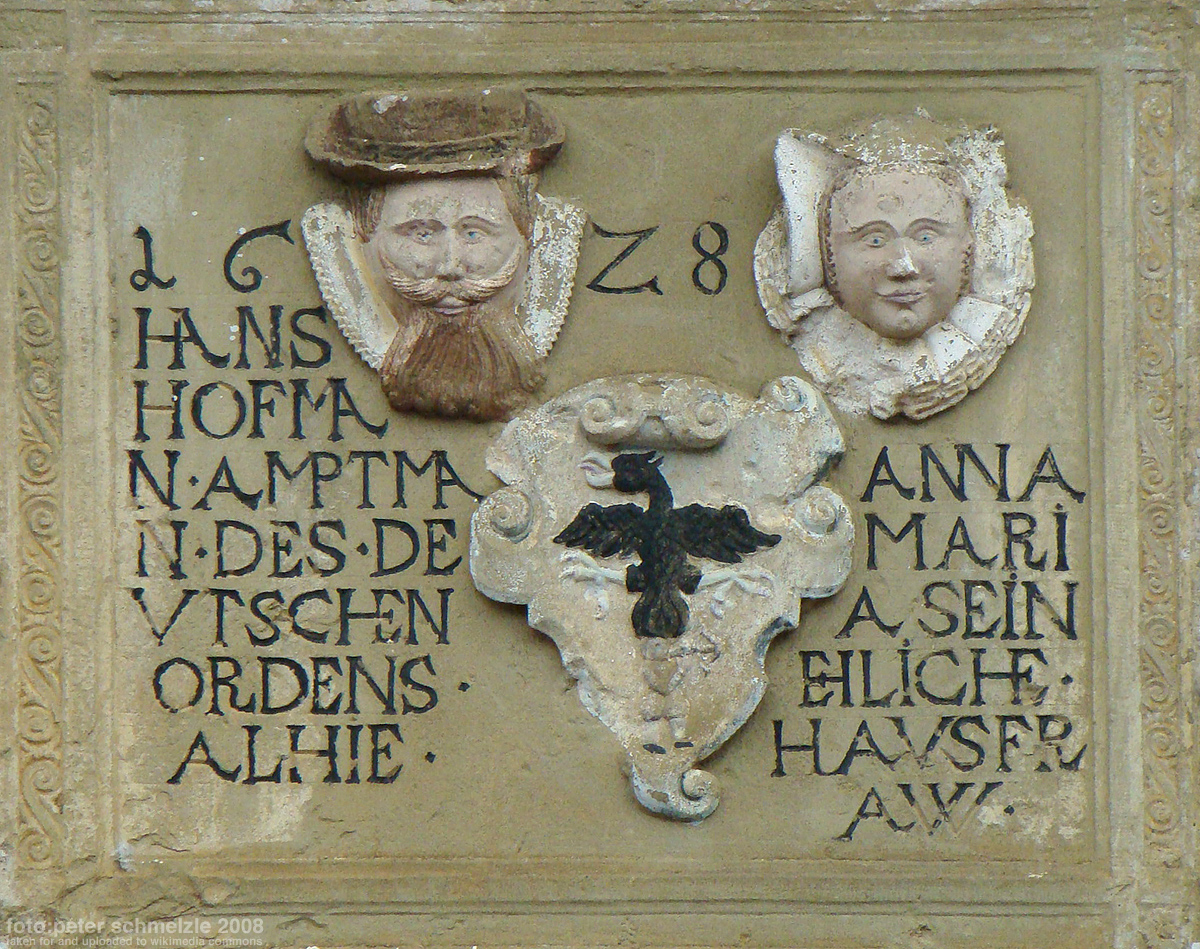
Inschriftentafel am Amtmannshof

Das Amtmannhaus wurde 1628 als privates Anwesen für Hans Hofmann, Amtmann des Deutschen Ordens im nahen Deutschordensschloss Kirchhausen, und seine Ehefrau Anna Maria errichtet. 

## Beschreibung
Das Gebäude ist ein zweistöckiger verputzter Fachwerkbau, das 1628 über einem hohen Kellergeschoss errichtet wurde. Es war das Hauptgebäude einer für das Gebiet um Heilbronn typischen ummauerten fränkischen Hofanlage mit Wohnhaus, Scheuer und Stall. Das Wohnhaus ist das einzig verbliebene Gebäude des Hofes, dessen zugehörige anderen Gebäude nicht erhalten blieben. 
Bemerkenswert sind die beiden Rundbogentore der erhaltenen Hofmauer zur Straße. Eine daran befindliche Sandsteintafel zeigt die Bauherren mit Baudatum und Inschrift: 1628 Hans Hofman Amptman des deutschen Ordens alhie - Anna Maria sein ehliche Hausfraw.

## Kunstgeschichtliche Bedeutung
Das Amtmannhaus ist ein „seltenes Beispiel eines dreiseitigen Hofes aus der Zeit des Dreißigjährigen Krieges“ und gilt deswegen als Kulturdenkmal.